# Schizoglossum flavum
Schizoglossum flavum là một loài thực vật có hoa trong họ La bố ma. Loài này được Schltr. miêu tả khoa học đầu tiên năm 1895.